# Aerenicopsis sublesta
Aerenicopsis sublesta är en skalbaggsart som beskrevs av Lane 1966. Aerenicopsis sublesta ingår i släktet Aerenicopsis och familjen långhorningar.
Artens utbredningsområde är Paraguay. Inga underarter finns listade i Catalogue of Life.